# Gruppo di coordinamento tecnico e di difesa dei gruppi e dei deputati indipendenti
Il Gruppo di coordinamento tecnico e di difesa dei gruppi e dei deputati indipendenti è stato un gruppo politico al Parlamento europeo presente:
- nella I legislatura, dal 1979 al 1984;
- nella II legislatura, dal settembre al novembre 1987.

Riuniva partiti eterogenei di ispirazione liberale, socialdemocratica e regionalista.

## Composizione dal 1979 al 1984
| Stato     | Partito                          | Europarlamentari                                          |
| --------- | -------------------------------- | --------------------------------------------------------- |
| Belgio    | Unione Popolare                  | Maurits Coppieters                                        |
| Danimarca | Movimento Popolare contro la CEE | Jens-Peter Bonde Jørgen Bøgh Else Hammerich Sven Skovmand |
| Irlanda   | Indipendente (Fianna Fáil)       | Neil Blaney                                               |
| Italia    | Partito di Unità Proletaria      | Luciana Castellina                                        |
| Italia    | Democrazia Proletaria            | Mario Capanna                                             |
| Italia    | Partito Radicale                 | Emma Bonino Marco Pannella Leonardo Sciascia              |

## Composizione nel 1987
- Gruppo presente dal 17 settembre al 17 novembre 1987. Raggruppa europarlamentari già aderenti al gruppo dei Non iscritti.

| Stato       | Partito                                      | Europarlamentari |
| ----------- | -------------------------------------------- | --- |
| Belgio      | Indipendente (Partito Socialista Differente) | Jef L.E. Ulburghs |
| Italia      | Partito Radicale                             | Emma Bonino Roberto Cicciomessere Marco Pannella |
| Paesi Bassi | Partito Politico Riformato                   | Leen van der Waal (fino al 28.10.1987) |
| Spagna      | Centro Democratico e Sociale                 | Rafael Calvo Ortega José Emilio Cervera Cardona José Coderch Planas Carmen Díez de Rivera Icaza Federico Mayor Zaragoza Raúl Morodo Leoncio Eduardo Punset I Casals |